# 卡尔克苏堂区 (路易斯安那州)
卡爾克蘇堂區（英語：Calcasieu Parish）是美國路易斯安那州西南部的一個縣，西鄰德克薩斯州。面積2,834平方公里。根據美國2000年人口普查，共有人口183,577人。治所莱克查尔斯。
成立於1840年3月24日。本堂區的名稱來自卡爾克蘇河 (原來是一位阿塔卡帕族酋長的名字，意思是「鳴叫的鷹」)。